# 平昌オリンピックスタジアム
平昌オリンピックスタジアム（ピョンチャンオリンピックスタジアム、朝: 평창 올림픽 스타디움）は、韓国の江原道（現：江原特別自治道）平昌郡に建設された仮設のスタジアムである。2018年平昌オリンピックと2018年平昌パラリンピックの開・閉会式が行われた。

## 概要
2016年6月から建設が進められ、28,300 m2の敷地に約1,200億ウォンの事業費をかけて2017年9月に完成した。
3万5000席の観客席と7階規模の本館棟を備えている。上から見ると五角形をしており、平昌五輪が掲げる「文化」、「経済」「情報通信技術（ICT）」、「環境」、「平和」といった目標を象徴している。仮設スタジアムとして建設されたため、大会終了後は観客席など施設は解体され、跡地は公演場として活用される予定。

## 防寒性
同スタジアムは屋根と外壁がないため、防寒性の問題が懸念されている。
2017年11月5日、大会に先行して開催されたK-POPのコンサートで観客十数人が低体温症になり病院に運ばれた。五輪の開・閉会式総監督を務めるソン・スンファンによると、「選手たちが入場する40 - 50分間は観客たちも立ち上がって一緒にダンスを踊り、簡単な打楽器をたたきながら寒さをしのげるように準備している」と説明した。

## アクセス
平昌オリンピック・パラリンピック期間中は観客シャトルバスでのみ来場可能で、シャトルバスは最寄駅の珍富駅と珍富駐車場から運行された。2018年3月19日以降は、横渓（フェンゲ）市外バスターミナルから徒歩10分程度。